# Sidi Bel Abbès (paquebot)
Pour la ville d'Algérie, voir Sidi Bel Abbès.
Le Sidi Bel Abbès est un ancien paquebot français à deux cheminées, lancé en 1929 pour le compte de la société générale des transports maritimes. Réquisitionné pendant la Seconde Guerre mondiale pour le transport de troupes, il est torpillé et coulé par un sous-marin allemand le 20 avril 1943 au large d'Oran. La catastrophe entraîne la disparition de 834 personnes, dont 245 tirailleurs sénégalais.

## Histoire
Construit par Swan Hunter et Wigham Richardson, il est lancé en 1929 pour le compte de la société générale des transports maritimes.
Le 17 septembre 1939, pendant la Seconde Guerre mondiale, il est réquisitionné pour le transport de troupes. Trois mois plus tard, dans le cadre de l'Armement Militaire des Bâtiments de Commerce, il est doté d'un canon à l'avant et d'un autre à l'arrière. 
Sabordé le 9 novembre 1942, quai de Sète à Oran, par ouverture des prises d'eau sur ordre de la Marine, il est renfloué le 28 de ce mois par pompage, puis utilisé comme caserne flottante par les subsistants de la Marine Nationale et la Marine Marchande. 
Le 19 avril 1943, il intègre le convoi UGS 7 États-Unis-Méditerranée, composé de 42 navires, partis de Casablanca (Maroc) pour Oran (Algérie). Il est torpillé par le sous-marin allemand U-565 commandé par Wilhelm Franken, le 20 avril 1943 peu après 6 h 45, par temps de brume, au large d'Oran. Le Sidi Bel Abbès transportait des troupes coloniales, trente tonnes de munition et cinq cents tonnes d'huile d'arachide. Atteint à la cale par deux torpilles, il s'enfonce par l'avant, détruit par une énorme explosion, puis coule rapidement.
Sur un total de 1 287 personnes embarquées dont 907 soldats du 4e régiment de tirailleurs sénégalais, il y eut 834 morts et seulement 453 survivants, dont beaucoup blessés ou brûlés (16 officiers sur un total de 41, 157 sous-officiers sur un total de 234, 245 tirailleurs sénégalais sur un total de 907, pour les passagers, 2 officiers sur 10 et 33 hommes sur un total de 95 pour l'équipage).
Un monument commémoratif à la mémoire des disparus du 4e RTS a été élevé à Oran, aujourd'hui dans le cimetière américain.

### Liste des victimes

#### Officiers et sous-officiers
- Capitaine Jean Leblanc, porté disparu
- Capitaine Marc Druart du 4° RTS, 1913-1943 (Promo St-Cyr de Bournazel)
- Capitaine Georges Hollender du 4° RTS, 1911-1943 (Promo St-Cyr de Bournazel)

## Second navire portant le même nom
En 1948, la société générale des transports maritimes lance un second navire, avec une seule cheminée, portant le nom de Sidi Bel Abbès.